# (270472) Csörgei
(270472) Csörgei, désignation internationale (270472) Csorgei, est un astéroïde de la ceinture principale.

## Description
(270472) Csorgei est un astéroïde de la ceinture principale. Il fut découvert le 6 février 2002 à l'Observatoire Palomar par le programme NEAT. Il présente une orbite caractérisée par un demi-grand axe de 2,64 UA, une excentricité de 0,10 et une inclinaison de 10,8° par rapport à l'écliptique.

## Compléments